# Cabo Blanco (Talara)
Cabo Blanco es una caleta de pescadores de la provincia de Talara, en el departamento de Piura, al noroeste del Perú, ubicado a 3 km de El Alto,  a orillas del océano Pacífico. Se considera el punto más meridional del golfo de Guayaquil. Es frecuentemente visitado por surfistas de todo el mundo.

## Historia
La historia de cabo Blanco está estrechamente ligada al desarrollo de la pesca deportiva en el Pacífico Sur. En la década de 1950 y comienzos de los 1960, cabo Blanco fue reconocida como la mejor zona de pesca deportiva del mundo. 
Las condiciones que le dieron fama y notoriedad hace medio siglo aún se mantienen inalterables, pues la pesca existente en Cabo Blanco es el resultado de la confluencia de dos grandes corrientes marinas que ocurre frente a sus costas. Surgiendo del sur, la fría corriente de Humboldt, una masa de agua de 150 millas de ancho, fluye hacia el noroeste encontrándose con la corriente Ecuatorial o corriente del Niño, que viene del norte y que previamente se ha unido con la corriente Nor-Ecuatorial.
Las aguas de cabo Blanco son las únicas en el mundo que tienen una temporada de pesca de 12 meses. El merlín negro, el pez espada y el atún ojo grande han sido capturados en todos los meses del año, pero es en los meses de diciembre hasta marzo cuando estas especies son más numerosas, salvo los atunes que tienen dos corridas al año: de febrero a marzo, y de agosto a setiembre. El merlín rayado y el pez vela del Pacífico son más numerosos desde octubre hasta mayo.
Entre sus visitantes se encuentran Ernest Hemingway, en el año 1956 el Premio Nobel se quedó más que un mes en el "Cabo Blanco Fishing Club". Además Mike Lerner, Bob Hope, Lord Mountbatten, Bill Hatch, la bióloga Francesca LaMonte, Maisy, James Stewart, Gregory Peck, John Wayne, Cantinflas, Henry Ford, Ray Flanagan, Van Heflin, Doris Day, Paul Newman, Spencer Tracy, Marilyn Monroe, Luis Miguel Dominguín, Lucía Bosé, Gary Cooper, Ted Williams, Nelson Rockefeller y el príncipe Felipe de Edimburgo, entre otros ricos y famosos.